# Stafford Repp
Stafford Alois Repp (San Francisco, 26 aprile 1918 – Inglewood, 5 novembre 1974) è stato un attore statunitense.
Ha recitato in oltre 30 film dal 1954 al 1975 ed è apparso in quasi cento produzioni televisive dal 1954 al 1975. È stato accreditato anche con il nome J. Stafford Repp.

## Biografia
Stafford Repp nacque a San Francisco il 26 aprile 1918.
Per la televisione, interpretò, tra gli altri, il ruolo del tenente Ralph Raines in tre episodi della serie televisiva L'uomo ombra dal 1957 al 1958, di Brink in 17 episodi della serie The New Phil Silvers Show dal 1963 al 1964 e del capitano O'Hara in 120 episodi della serie Batman dal 1966 al 1968.
La sua ultima apparizione sul piccolo schermo avvenne nell'episodio White Gold della serie televisiva M*A*S*H, andato in onda l'11 marzo 1975, che lo vede nel ruolo del sergente Clay, mentre per il grande schermo l'ultima interpretazione risale al film Linda Lovelace for President del 1975.
Morì per un infarto a Inglewood, in California, il 5 novembre 1974 e fu seppellito al Westminster Memorial Park di Westminster.

## Filmografia

### Cinema
- Fireman Save My Child, regia di Leslie Goodwins (1954)
- Il colpevole è tra noi (Shield for Murder), regia di Howard W. Koch, Edmond O'Brien (1954)
- Squadra investigativa (Down Three Dark Streets), regia di Arnold Laven (1954)
- Pioggia di piombo (Black Tuesday), regia di Hugo Fregonese (1954)
- Senza catene (Unchained), regia di Hall Bartlett (1955)
- Un pugno di criminali (Big House, U.S.A.), regia di Howard W. Koch (1955)
- La straniera (Strange Lady in Town), regia di Mervyn LeRoy (1955)
- La figlia di Caino (The Shrike), regia di José Ferrer (1955)
- Nessuno resta solo (Not as a Stranger), regia di Stanley Kramer (1955)
- Sangue caldo (Man with the Gun), regia di Richard Wilson (1955)
- L'assassino è perduto (The Killer Is Loose), regia di Budd Boetticher (1956)
- Giungla d'acciaio (The Steel Jungle), regia di Walter Doniger (1956)
- Il prezzo della paura (The Price of Fear), regia di Abner Biberman (1956)
- Il colosso d'argilla (The Harder They Fall), regia di Mark Robson (1956)
- Esecuzione al tramonto (Star in the Dust), regia di Charles F. Haas (1956)
- Canyon River, regia di Harmon Jones (1956)
- Sfida alla città (The Boss), regia di Byron Haskin (1956)
- La torre crudele (The Cruel Tower), regia di Lew Landers (1956)
- La strada della rapina (Plunder Road), regia di Hubert Cornfield (1957)
- La ribelle (The Green-Eyed Blonde), regia di Bernard Girard (1957)
- Karamazov (The Brothers Karamazov), regia di Richard Brooks (1958)
- La tua pelle brucia (Hot Spell), regia di Daniel Mann (1958)
- Noi giovani (As Young as We Are), regia di Bernard Girard (1958)
- Non voglio morire (I Want to Live!), regia di Robert Wise (1958)
- Il kimono scarlatto (The Crimson Kimono), regia di Samuel Fuller (1959)
- The Explosive Generation, regia di Buzz Kulik (1961)
- Tigre in agguato (A Tiger Walks), regia di Norman Tokar (1964)
- Una ragazza da sedurre (A Very Special Favor), regia di Michael Gordon (1965)
- Batman, regia di Leslie H. Martinson (1966)
- The Other Side of the Wind, regia di Orson Welles (1972)
- Cycle Psycho, regia di John Lawrence (1973)
- Linda Lovelace for President, regia di Claudio Guzmán (1975)

### Televisione
- I Led 3 Lives – serie TV, un episodio (1954)
- The George Burns and Gracie Allen Show – serie TV, un episodio (1954)
- Papà ha ragione (Father Knows Best) – serie TV, un episodio (1954)
- Medic – serie TV, un episodio (1954)
- Treasury Men in Action – serie TV, un episodio (1955)
- Letter to Loretta – serie TV, un episodio (1955)
- Frontier – serie TV, un episodio (1955)
- Studio 57 – serie TV, un episodio (1955)
- Front Row Center – serie TV, un episodio (1956)
- Navy Log – serie TV, episodio 1x22 (1956)
- Cavalcade of America – serie TV, un episodio (1956)
- Telephone Time – serie TV, episodio 1x09 (1956)
- The Ford Television Theatre – serie TV, un episodio (1956)
- Scienza e fantasia (Science Fiction Theatre) – serie TV, episodio 2x11 (1956)
- Matinee Theatre – serie TV, un episodio (1956)
- Cheyenne – serie TV, un episodio (1956)
- Lux Video Theatre – serie TV, 4 episodi (1955-1957)
- Panico (Panic!) – serie TV, episodio 1x05 (1957)
- The Millionaire – serie TV, 2 episodi (1955-1957)
- State Trooper – serie TV, 2 episodi (1957)
- Il tenente Ballinger (M Squad) – serie TV, episodio 1x03 (1957)
- The Court of Last Resort – serie TV, episodio 1x07 (1957)
- Casey Jones – serie TV, un episodio (1957)
- Official Detective – serie TV, un episodio (1958)
- How to Marry a Millionaire – serie TV, un episodio (1958)
- The Walter Winchell File – serie TV, un episodio (1958)
- L'uomo ombra (The Thin Man) – serie TV, episodi 1x06-1x19-1x21 (1957-1958)
- Playhouse 90 – serie TV, un episodio (1958)
- I racconti del West (Zane Grey Theater) – serie TV, 2 episodi (1957-1958)
- The D.A.'s Man – serie TV, un episodio (1959)
- The Californians – serie TV, un episodio (1959)
- Frontier Doctor – serie TV, 2 episodi (1959)
- Dragnet – serie TV, 2 episodi (1956-1959)
- The Real McCoys – serie TV, 2 episodi (1957-1959)
- Death Valley Days – serie TV, un episodio (1959)
- Gli intoccabili (The Untouchables) – serie TV, un episodio (1959)
- Alcoa Presents: One Step Beyond – serie TV, un episodio (1959)
- Black Saddle – serie TV, un episodio (1960)
- June Allyson Show (The DuPont Show with June Allyson) – serie TV, episodio 1x17 (1960)
- The Donna Reed Show – serie TV, un episodio (1960)
- Ricercato vivo o morto (Wanted: Dead or Alive) – serie TV, episodio 2x24 (1960)
- The Texan – serie TV, episodio 2x30 (1960)
- Mr. Lucky – serie TV, episodio 1x26 (1960)
- Shotgun Slade – serie TV, un episodio (1960)
- Richard Diamond (Richard Diamond, Private Detective) – serie TV, un episodio (1960)
- Guestward Ho! – serie TV, un episodio (1960)
- Avventure in paradiso (Adventures in Paradise) – serie TV, un episodio (1960)
- Ispettore Dante (Dante) – serie TV, episodio 1x12 (1961)
- Angel – serie TV, un episodio (1961)
- Gli uomini della prateria (Rawhide) – serie TV, 3 episodi (1959-1961)
- Disneyland – serie TV, un episodio (1961)
- Gunslinger – serie TV, episodio 1x02 (1961)
- The Deputy – serie TV, un episodio (1961)
- Carovana (Stagecoach West) – serie TV, episodi 1x01-1x27 (1960-1961)
- Hennesey – serie TV, 3 episodi (1959-1961)
- The New Breed – serie TV, episodio 1x01 (1961)
- Bonanza – serie TV, 3 episodi (1960-1961)
- 87ª squadra (87th Precinct) – serie TV, un episodio (1961)
- The Tall Man – serie TV, un episodio (1961)
- Il dottor Kildare (Dr. Kildare) – serie TV, un episodio (1962)
- The Dick Powell Show – serie TV, 2 episodi (1961-1962)
- Tales of Wells Fargo – serie TV, 3 episodi (1958-1962)
- Scacco matto (Checkmate) – serie TV, episodio 2x17 (1962)
- The Many Loves of Dobie Gillis – serie TV, un episodio (1962)
- The Gertrude Berg Show – serie TV, un episodio (1962)
- Perry Mason – serie TV, 4 episodi (1959-1962)
- Ensign O'Toole – serie TV, episodio 1x09 (1962)
- Ben Casey – serie TV, episodio 2x04 (1962)
- Our Man Higgins – serie TV, un episodio (1962)
- Il virginiano (The Virginian) – serie TV, episodio 1x16 (1963)
- Going My Way – serie TV, episodio 1x25 (1963)
- Dennis the Menace – serie TV, 2 episodi (1962-1963)
- Ai confini della realtà (The Twilight Zone) – serie TV, 3 episodi (1960-1964)
- The Lucy Show – serie TV, 2 episodi (1963-1964)
- The New Phil Silvers Show – serie TV, 17 episodi (1963-1964)
- La legge di Burke (Burke's Law) – serie TV, episodio 2x29 (1965)
- O.K. Crackerby! – serie TV, un episodio (1965)
- Il mio amico marziano (My Favorite Martian) – serie TV, 2 episodi (1964-1965)
- Batman – serie TV, 120 episodi (1966-1968)
- La signora e il fantasma (The Ghost & Mrs. Muir) – serie TV, un episodio (1968)
- Adam-12 – serie TV, un episodio (1968)
- The Mothers-In-Law – serie TV, 2 episodi (1967-1968)
- Love, American Style – serie TV, un episodio (1969)
- Io e i miei tre figli (My Three Sons) – serie TV, episodio 10x04 (1969)
- Giovani avvocati (The Young Lawyers) – serie TV, episodio 1x00 (1969)
- The Good Guys – serie TV, un episodio (1969)
- Strega per amore (I Dream of Jeannie) – serie TV, un episodio (1969)
- Here's Lucy – serie TV, un episodio (1970)
- Quella strana ragazza (That Girl) – serie TV, un episodio (1971)
- McMillan e signora (McMillan & Wife) – serie TV, un episodio (1972)
- Banacek – serie TV, un episodio (1972)
- Bridget Loves Bernie – serie TV, un episodio (1972)
- Gunsmoke – serie TV, 5 episodi (1957-1972)
- Kung Fu – serie TV, un episodio (1973)
- Giovani cowboys (The Cowboys) – serie TV, un episodio (1974)
- Mannix – serie TV, un episodio (1975)
- M*A*S*H – serie TV, un episodio (1975)